# ديفيد ألان (لاعب كريكت)
ديفيد ألان (5 نوفمبر 1937 - ) (بالإنجليزية: David Allan)‏ هو لاعب كريكت باربادوسي. شارك مع منتخب الهند الغربية للكريكت.

## وصلات خارجية
- ديفيد ألان على موقع إي آس بي آن كريك إنفو (الإنجليزية)